# Tulare (Prokuplje)
Pour les articles homonymes, voir Tulare.
Tulare (en serbe cyrillique : Туларе) est un village de Serbie situé dans la municipalité de Prokuplje, district de Toplica. Au recensement de 2011, il comptait 162 habitants.

## Démographie
| 1948  | 1953  | 1961 | 1971 | 1981 | 1991 | 2002 | 2011 |
| ----- | ----- | ---- | ---- | ---- | ---- | ---- | ---- |
| 1 042 | 1 085 | 843  | 649  | 533  | 416  | 331  | 162  |

|  |